# 4682 Bykov
4682 Bykov è un asteroide della fascia principale. Scoperto nel 1973, presenta un'orbita caratterizzata da un semiasse maggiore pari a 2,2705121 UA e da un'eccentricità di 0,1950072, inclinata di 3,82569° rispetto all'eclittica.